# 敦煌空港
敦煌莫高国际空港（とんこうばくこうこくさいくうこう）は中華人民共和国甘粛省酒泉市敦煌市に位置する空港。敦煌市中心から12.7km離れている。

## 沿革
- 1982年2月 - 建設[4]
- 1982年7月 - 開港[5]
- 1987年 - 拡張[6]
- 1999年12月 - 拡張工事開始[7]
- 2002年8月 - 拡張工事竣工[8]
- 2004年7月8日 - 甘粛機場集団公司及び敦煌機場公司が設立され、民航総局から移管。[9]
- 2007年10月 - CIQ施設を設け、臨時国際空港となった。10月17日に福島空港から臨時国際便が到着。[10]

## 就航航空会社と就航路線

### 国内線
- 中国国際航空 - 北京
- 中国東方航空 - 西安、 蘭州
- 中国南方航空 - 西安、ウルムチ
- 大新華航空 - 西安、ウルムチ
- 四川航空 - 蘭州、成都
- 華夏航空 - 嘉峪関、蘭州

### 国際線
香港
- 香港航空 - 香港